# El vel de Maia
El vel de Maia, subtitulat Dietari de la Guerra Civil (1936-1939), és el llibre amb què Marià Manent va obtenir el premi Josep Pla de narrativa 1974. El material de base del dietari (editat per Destino el 1975) va ser escrit per Manent a la masia Ca l'Herbolari de Viladrau, que Jaume Bofill i Ferro (a qui el llibre és dedicat) havia deixat a la família Manent-Segimon per refugiar-se durant la guerra.
El dietari comença el gener de 1937 –amb els Manent acabats d'instal·lar al refugi muntanyenc i l'autor evocant l'esclat de la guerra a Barcelona– i acaba el febrer de 1939, tot just recuperada "una pau com deslligada de les circumstàncies històriques" que "en el fons, tenia un gust ben amarg; cor endins hi havia una altra mena de fosca". Les pàgines del llibre juxtaposen elements contrastats, alternant les descripcions de la natura al Montseny (amb el cicle complet de les estacions dos cops repetit), el comentari de les lectures de Manent, apunts de visites i converses amb amics o amb gent del poble i el contrapunt amarg de les anades a Barcelona, on la revolució primer i la guerra després marcaven el ritme dels esdeveniments.
Una part del dietari (la corresponent a les impressions sobre el paisatge) fou publicada anteriorment en edició de bibliòfil (Montseny. Zodíac d'un paisatge, Barcelona, 1948). Ja en la seva forma completa definitiva, El vel de Maia obtingué el premi Josep Pla l'any 1974. S'ha dit que, amb A flor d'oblit (1968) i L'aroma d'arç (1982), forma un dels cicles dietarístics més interessants de la literatura catalana del segle xx. L'any 2000 Edicions 62 aplegà al primer volum de les Obres completes de Marià Manent tots tres llibres, fusionant-los cronològicament.
El títol del llibre fa referència al vel de Maia (en sànscrit माया māyā) de l'hinduisme.